# Sadiq Khan
Sadiq Aman Khan, född 8 oktober 1970 i Tooting i Wandsworth i London, är en brittisk Labour-politiker. Khan blev i maj 2016 Londons nya borgmästare. Han efterträdde Boris Johnson och är stadens förste muslimske borgmästare.